# Зибрак, Эмиль Александрович
Эмиль Александрович Зибрак (1902—1937) — начальник Управления особого строительства НКВД СССР и ответственный секретарь Комитета резервов при СНК СССР, старший лейтенант государственной безопасности (1936).

## Биография
Родился в еврейской семье, отец был служащим — корреспондентом банковской конторы. Среднее образование получил в частной гимназии в Одессе в 1911—1919 годах, исключён из 7-го класса. Сотрудник охраны складов, служил в РККА, рядовой 1-го полка в Одессе в 1919 году. При белых находился в Одессе. Окончил инструкторские курсы Госконтроля в Одессе в 1920 году.
Помощник контролёра Одесского губернского отделения Госконтроля с мая по август 1920 года, затем районный контролёр Одесского губернского продовольственного комитета в городе Дубоссары до октября 1920 года, районный уполномоченный Одесской уездной пятёрки «похода на кулака» (изъятие хлебных излишков) до августа 1921-го. Заведующий мясной районной заготконторой в городе (ныне — село) Маяки Одесской губернии до декабря 1921 года, заведующий Яновской районной заготконторой в местечке Яновка с января до мая 1922. Заместитель комиссара продовольствия Первомайского уезда до марта 1923-го, заместитель комиссара продовольствия Елисаветградского уезда до августа 1923 года. Инструктор Наркомата продовольствия РСФСР с сентября 1923 до апреля 1924 года.
Снова в РККА — рядовой отдельной роты связи 14-й стрелковой дивизии с апреля до декабря 1924 года. Начальник клуба, командир взвода 40-го Образцового полка с декабря 1924 до октября 1926 года. В 1926—1928 годах — уполномоченный Экономического управления ОГПУ СССР. Член ВКП(б) с февраля 1928 года. В 1928—1930 годах — помощник начальника, затем временно исполняющий должность начальника 8-го отделения Экономического управления ОГПУ СССР. В 1930 году — начальник Восточного отдела Полномочного представительства ОГПУ по Средней Азии, заместитель начальника Особого отдела Полномочного представительства ОГПУ по Средней Азии и Среднеазиатского военного округа. В 1931 сотрудник для особых поручений Экономического управления ОГПУ СССР, начальник Секретно-политического отдела Полномочного представительства ОГПУ по Московской области. В 1931—1932 ответственный секретарь Комитета резервов при СТО СССР. В 1932—1936 годах — член Комитета резервов при СТО СССР. В 1933—1934 годах — помощник начальника Экономического управления ОГПУ СССР. В 1935—1937 годах — начальник Управления особого строительства при СНК СССР-НКВД СССР (строительство хлебных городков).

### Репрессии
Арестован 16 августа 1937 года. Осуждён постановлением тройки НКВД СССР (в особом порядке) 8 октября 1937 года к ВМН. Расстрелян в день вынесения приговора на полигоне «Коммунарка» под Москвой.
Определением ВКВС СССР от 21 января 1956 года дело прекращено и приговор отменён за отсутствием состава преступления, реабилитирован посмертно.

### Адрес
- Большой Комсомольский переулок, дом 3, квартира 23.

### Звания
- старший лейтенант госбезопасности, 11 января 1936.

### Награды
- знак «Почётный работник ВЧК—ГПУ (V)» № 724.